# Chengguan, Shucheng
Chengguan (kinesiska: 城关镇) är en köping i östra Kina. Den ligger i Shucheng härad i staden Lu'an i provinsen Anhui, omkring 54 kilometer sydväst om provinshuvudstaden Hefei.